# أرداتوف (مقاطعة نيجني نوفغورود)

أرداتوف (بالروسية: Ардатов) هي مدينة في مقاطعة نيجني نوفغورود أوبلاست في روسيا.